# Puerto La Cruz

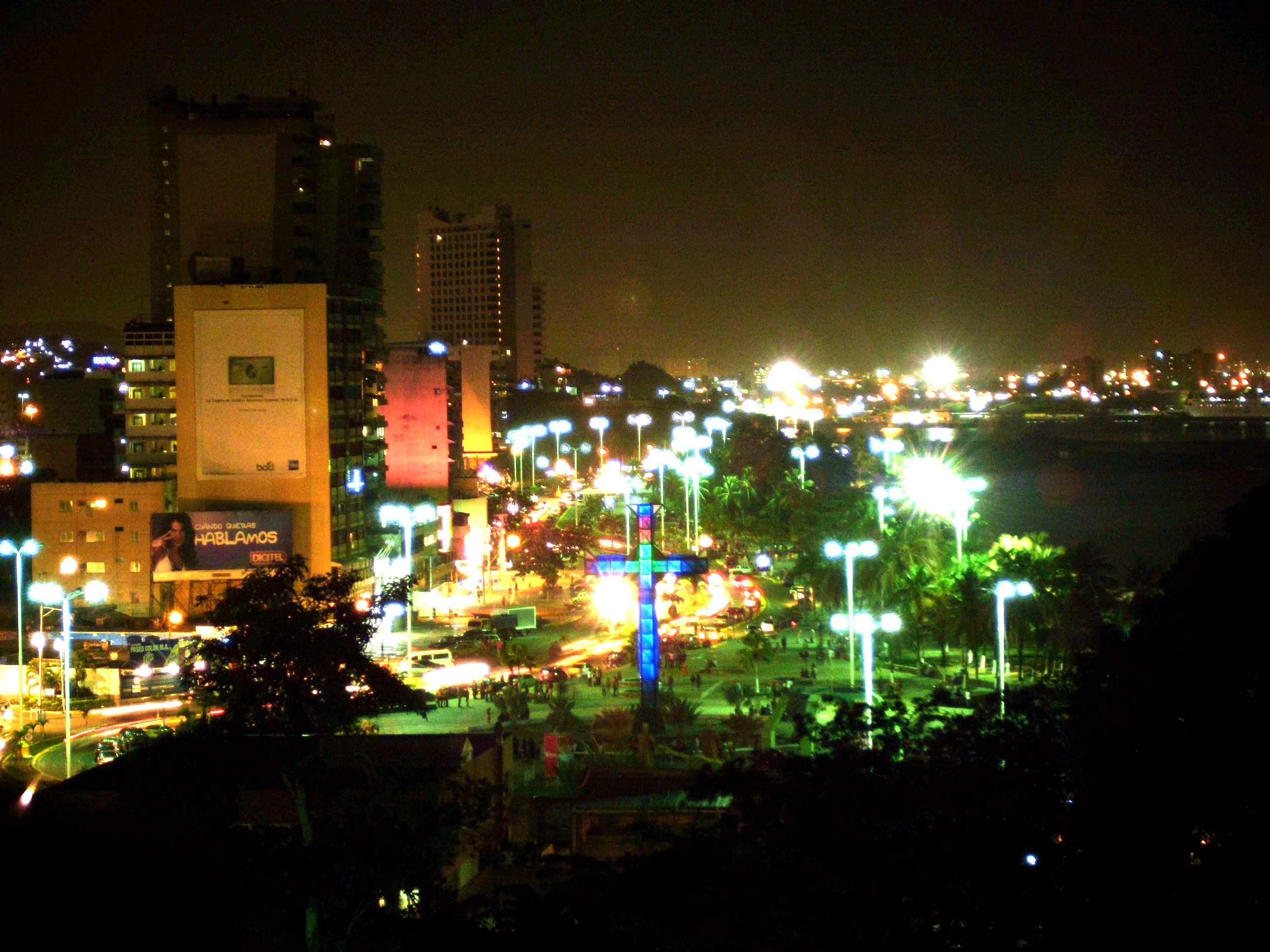
Vista nocturna de Puerto La Cruz.

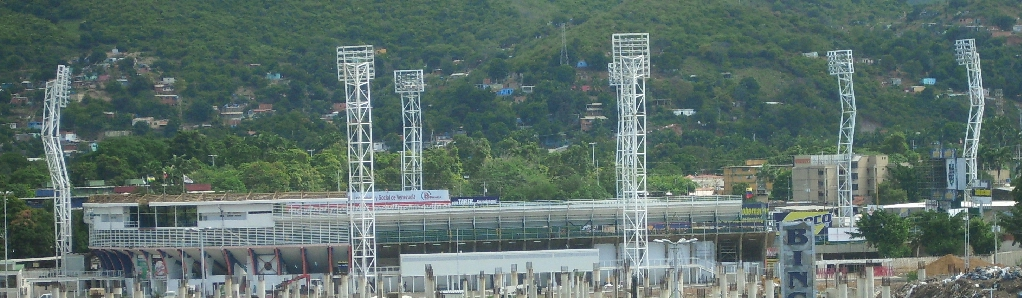
Estadi Alfonso Chico Carrasquel.

|  | No s'ha de confondre amb Puerto de la Cruz. |

Puerto La Cruz és una ciutat de l'estat d'Anzoátegui a Veneçuela. És la capital del municipi de Juan Antonio Sotillo. Juntament amb Barcelona (capital de l'estat d'Anzoátegui), Lechería i Guanta, conformen la Gran Barcelona, l'àrea metropolitana més gran de la regió oest de Veneçuela.
L'any 2023 tenia una població de 380.855 habitants.
A Puerto La Cruz es troba una de les refineries més grans del país, que, amb la seva capacitat de processament de 200.000 barrils (32.000 m3) diaris, abasteix el mercat interior i exporta a altres països del Carib com Cuba i les Antilles. Puerto La Cruz és el final de l'oleoducte Carapito-Puerto la Cruz de 145 km, l'oleoducte de 155 km San Joaquin-Puerto la Cruz i el gasoducte de 184 km Anaco-Puerto la Cruz.

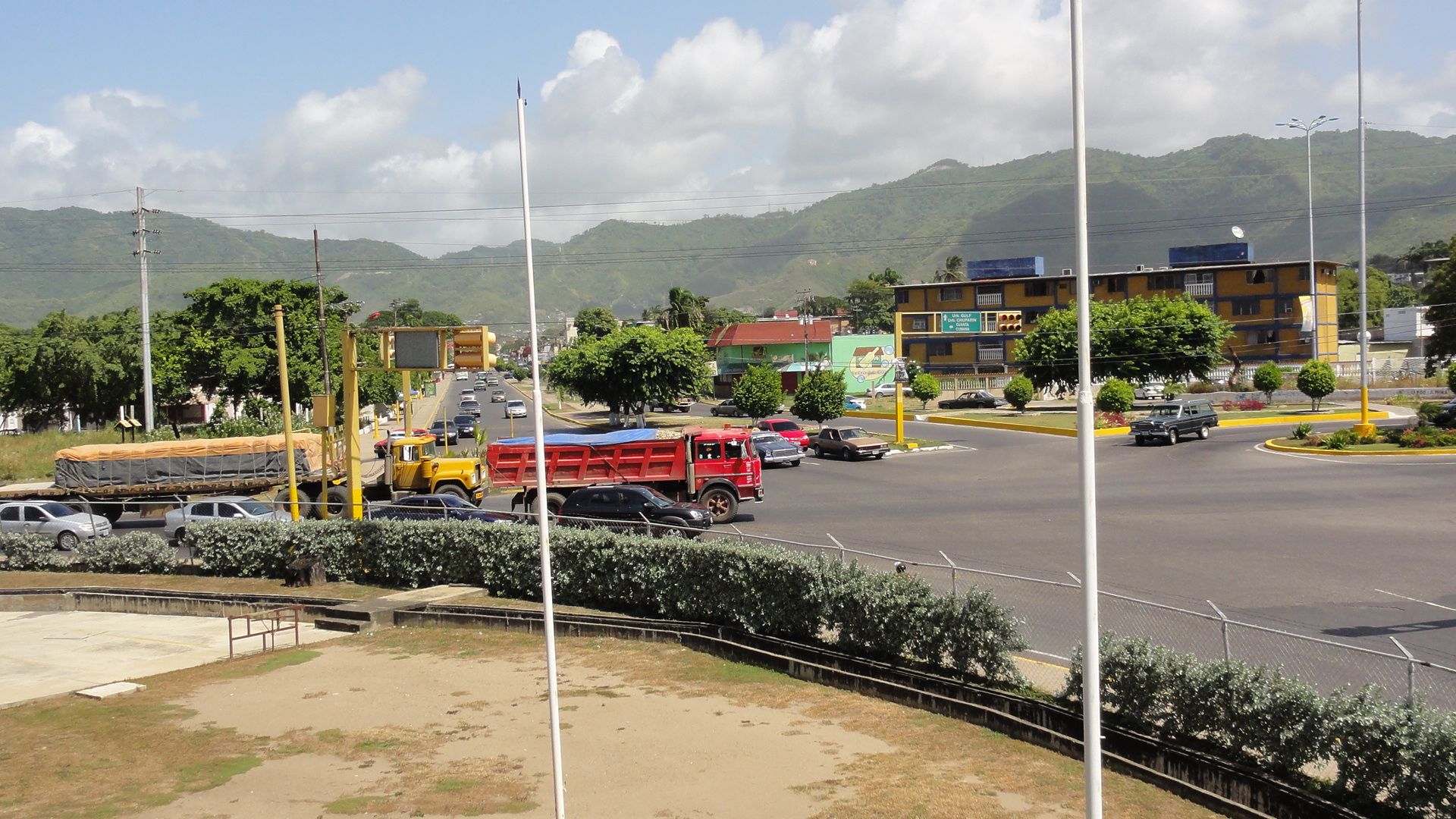
Urbanització Chuparin
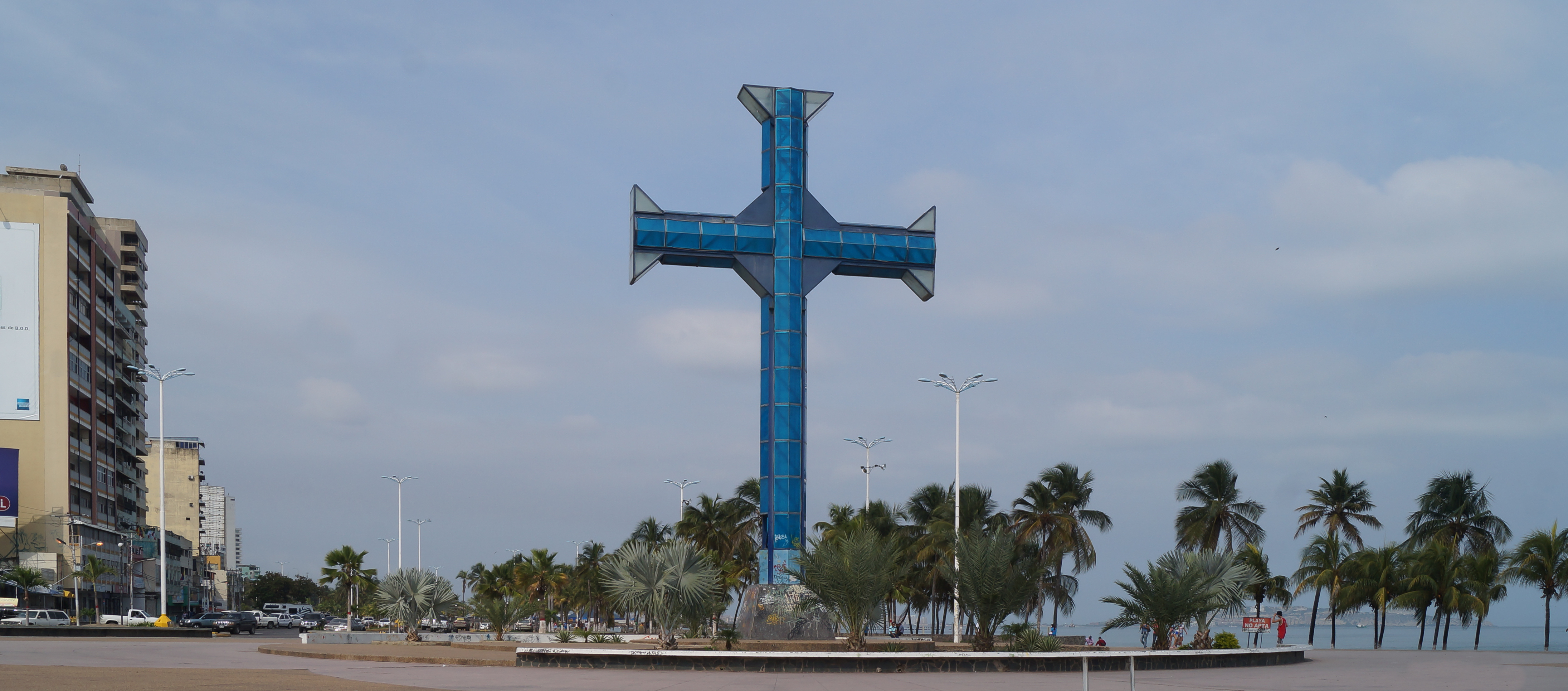
Creu del Passeig Colón
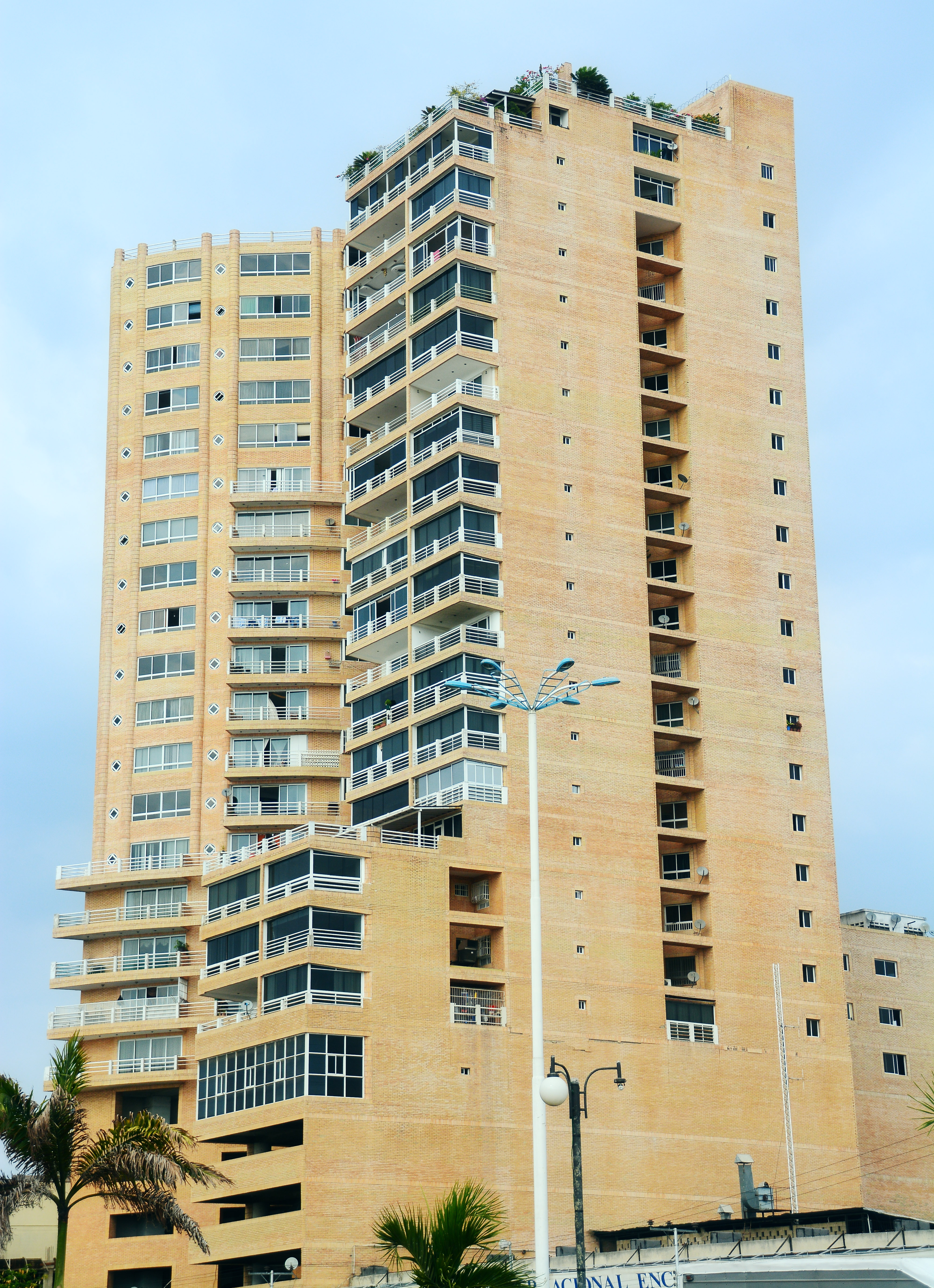
Torre Galeria Colón
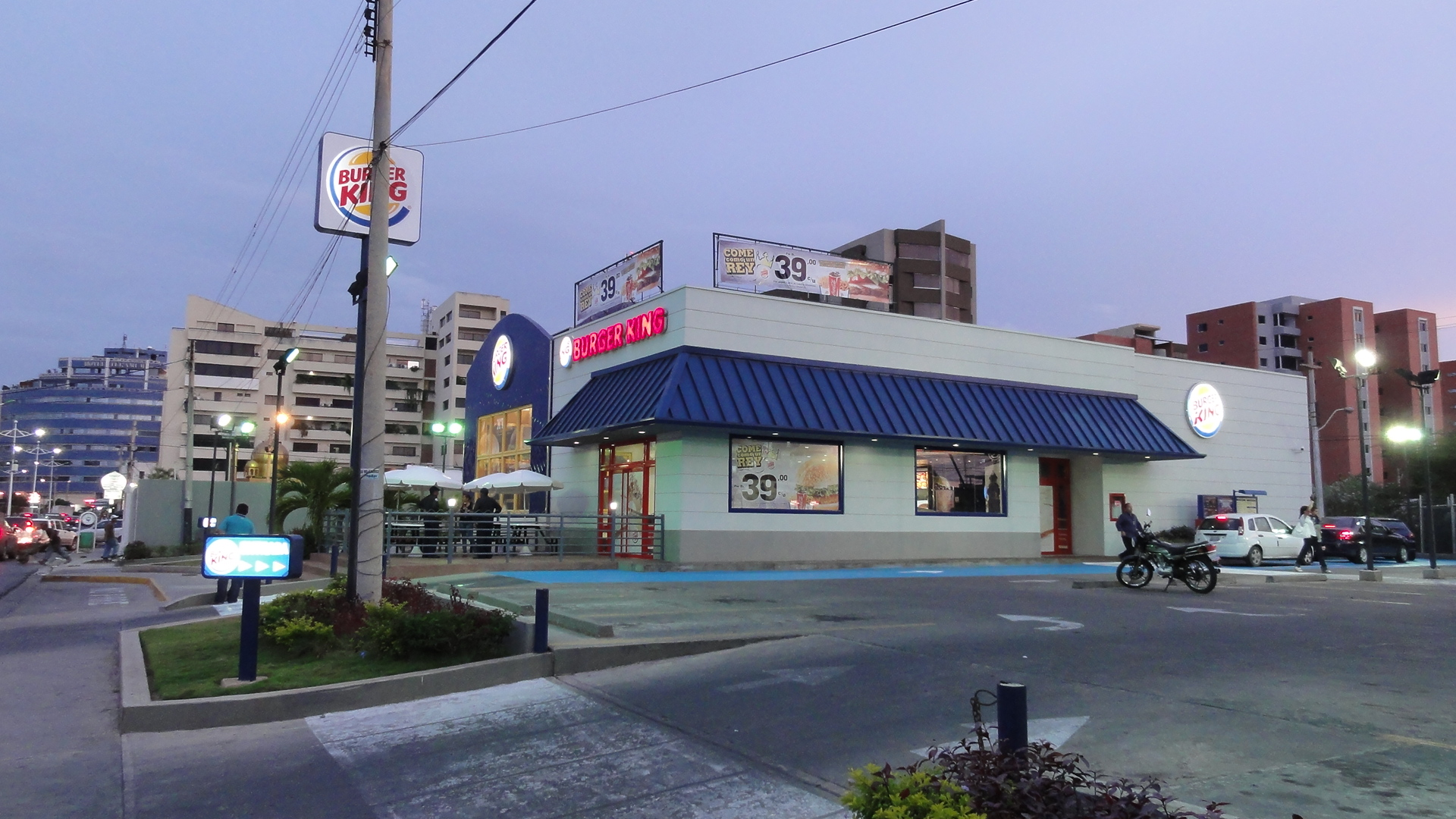
Carrer de Puerto la Cruz
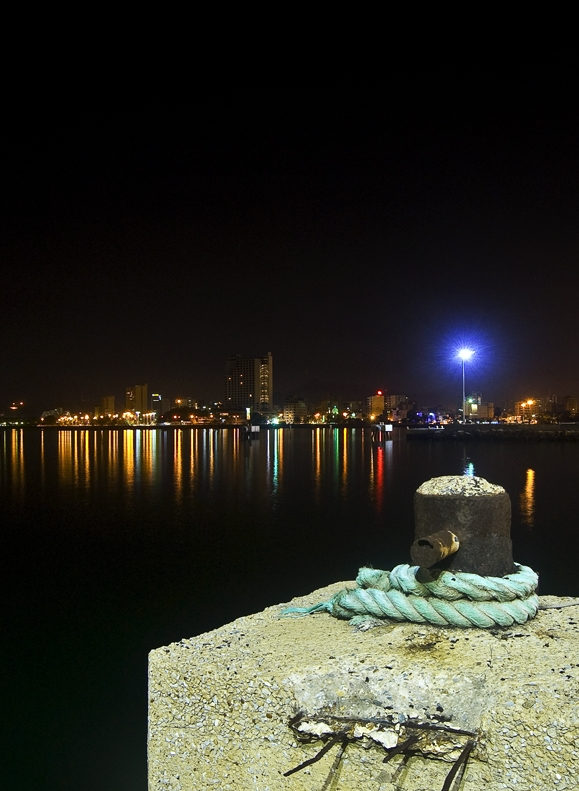
Puerto La Cruz a la nit
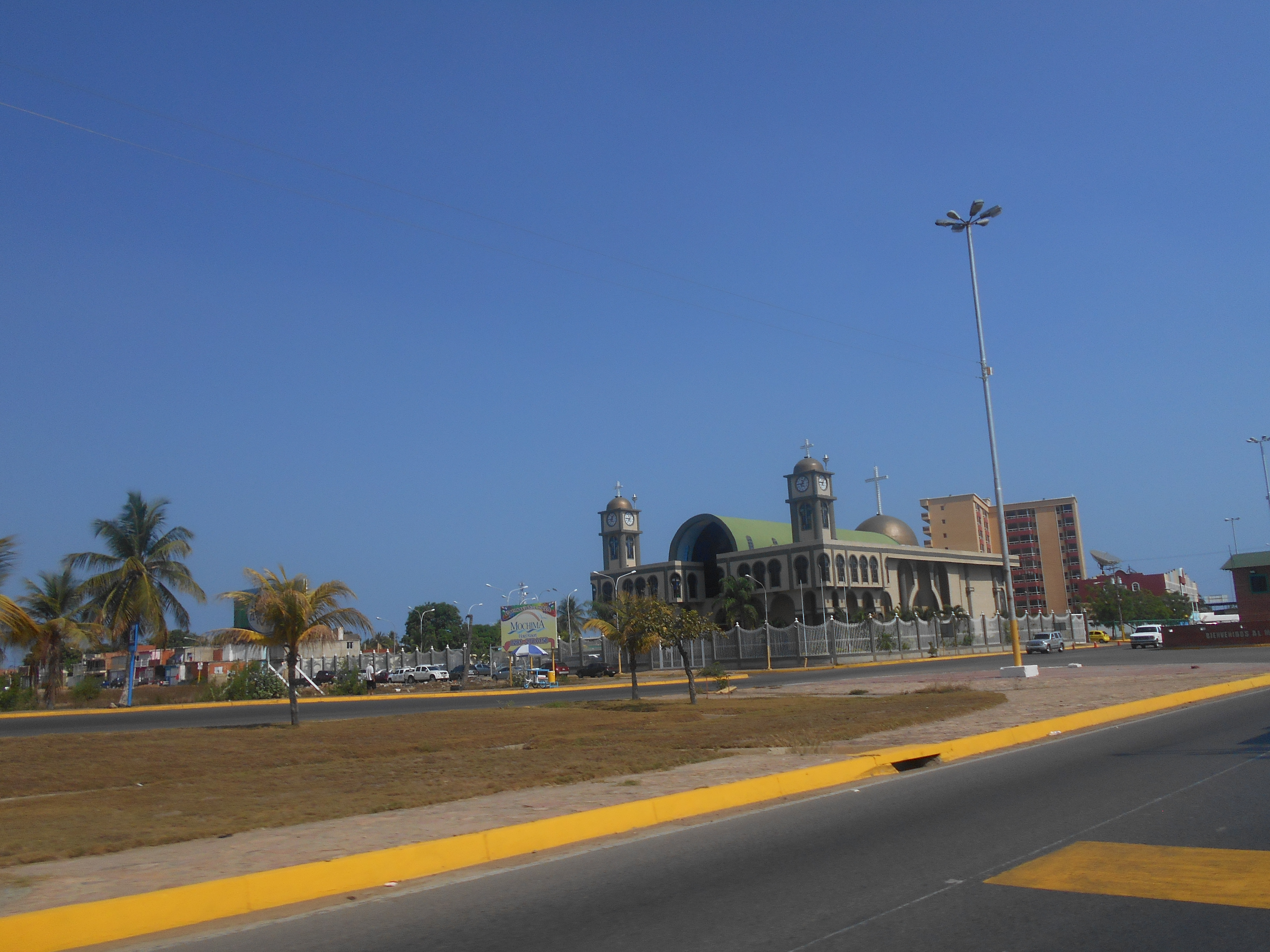
Avinguda de Puerto La Cruz
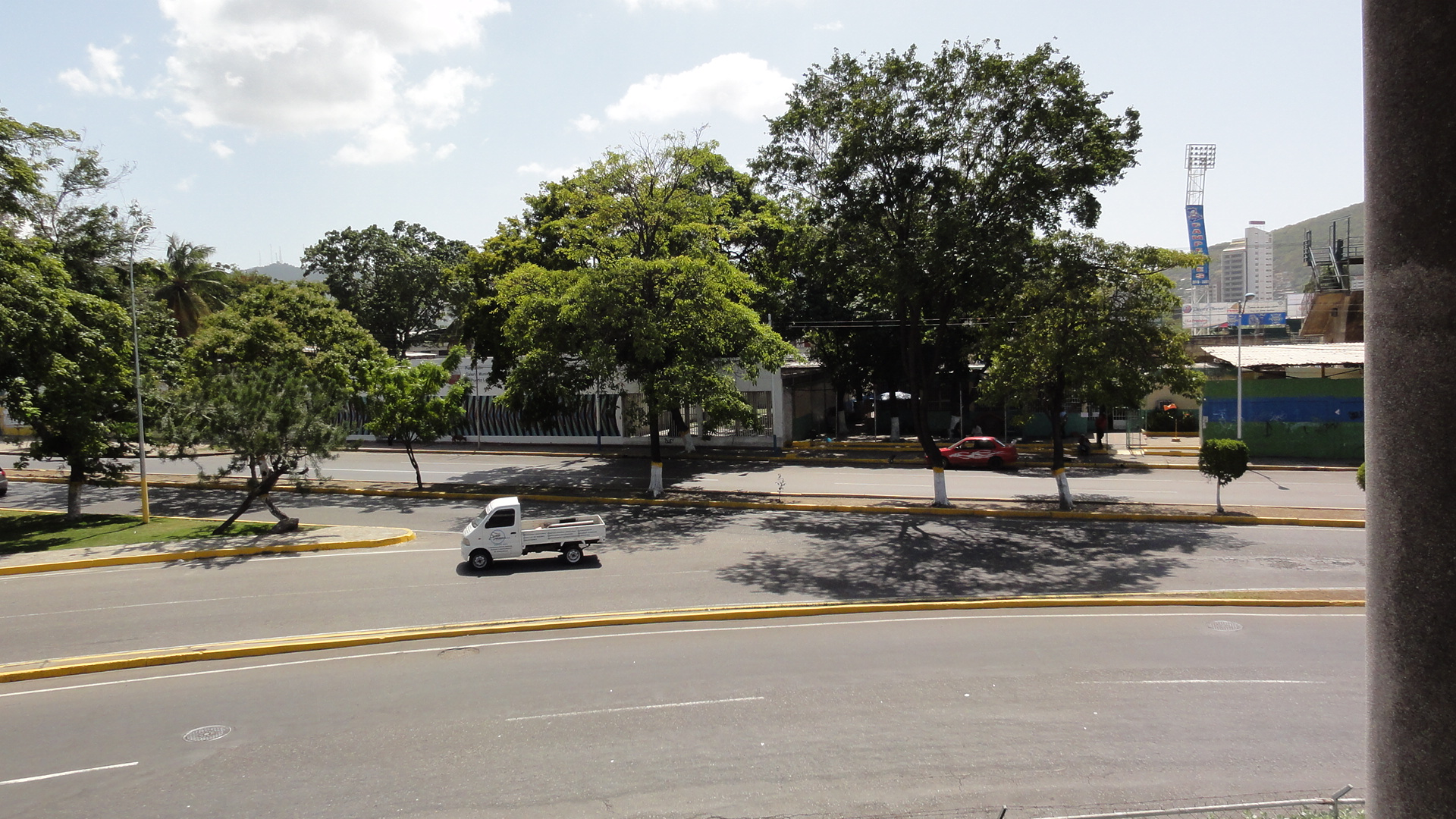
Barri Mariño
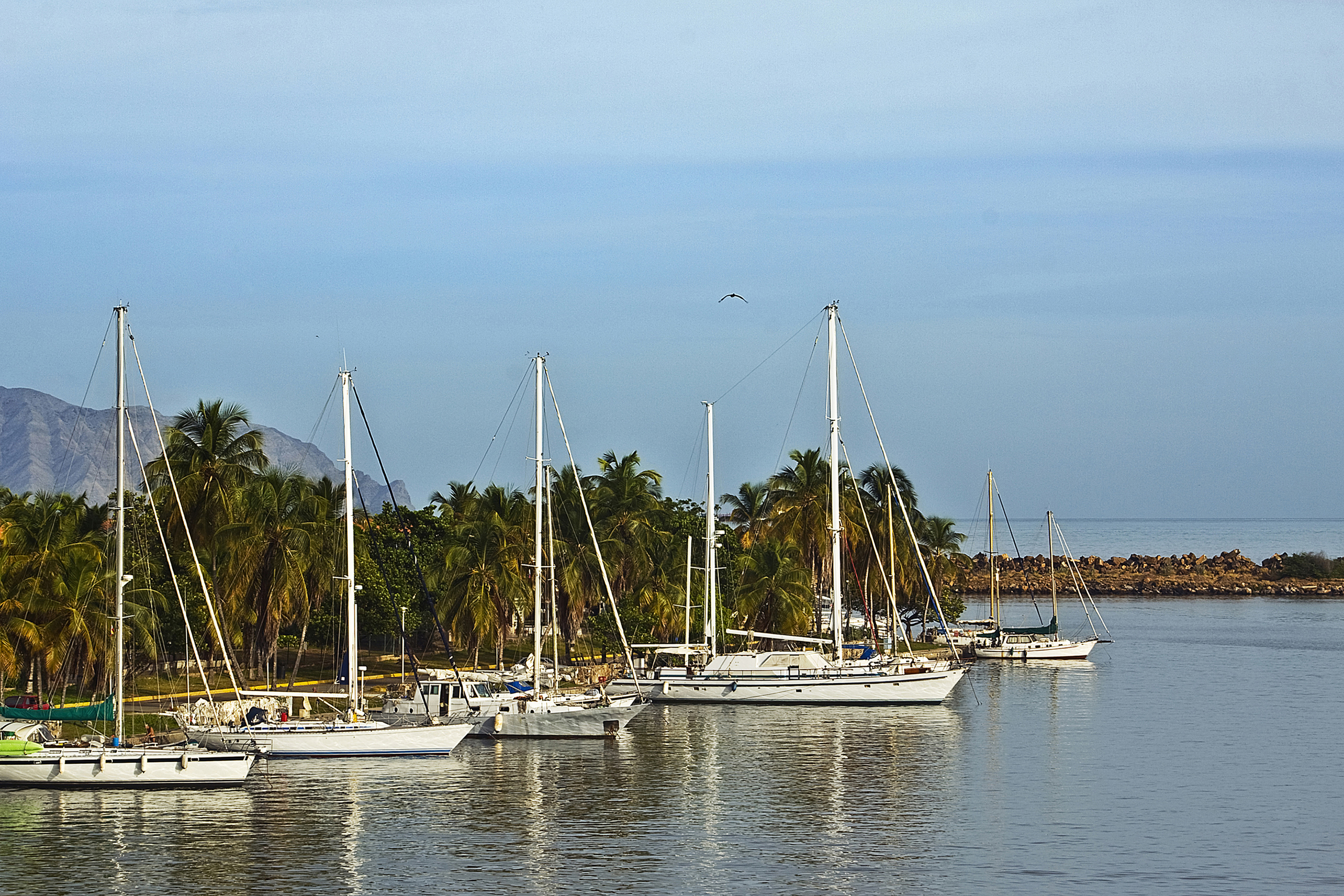
Badia de Puerto La Cruz
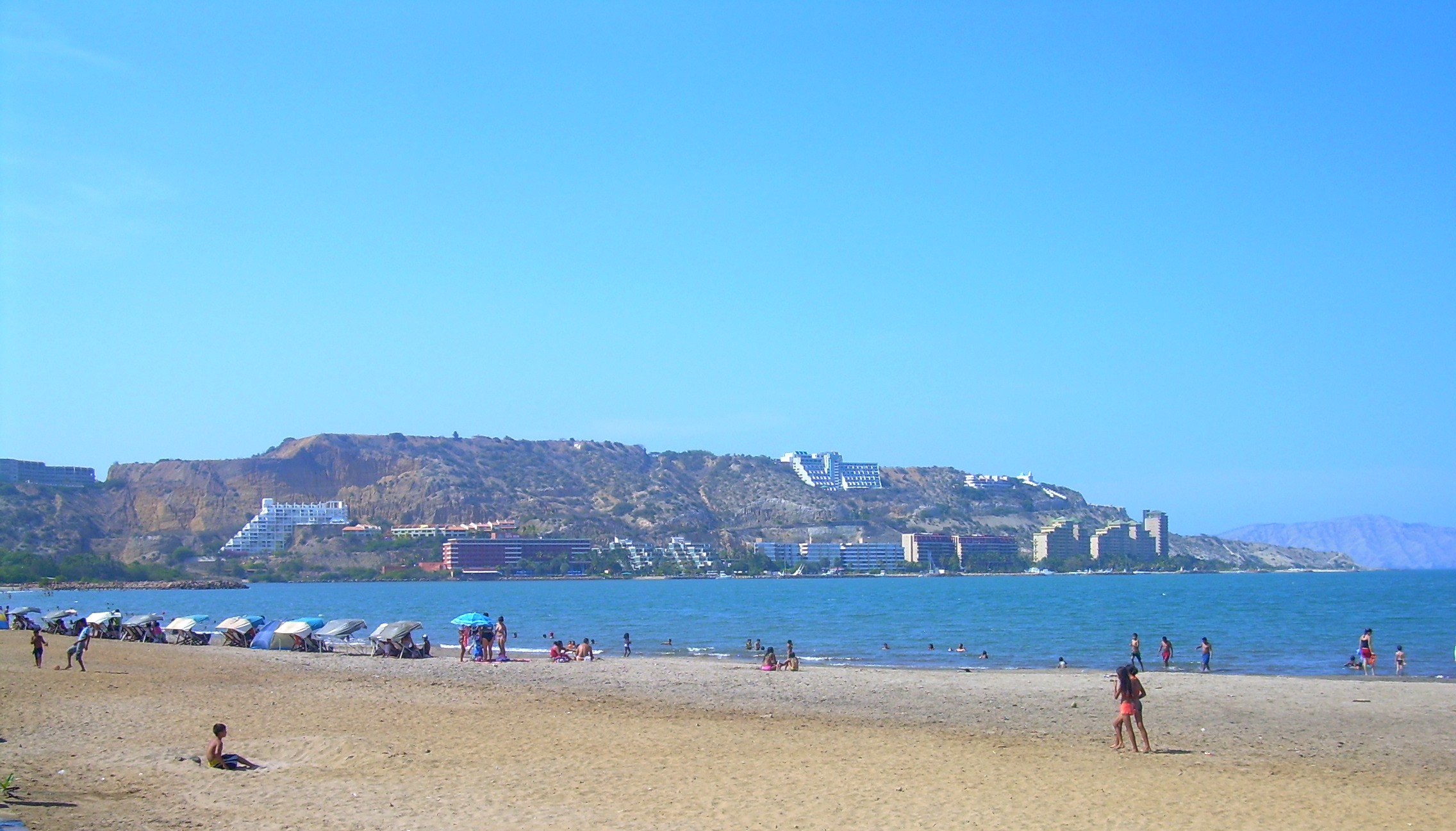
Platja a Puerto La Cruz